# Raffaele D'Atri
Raffaele D'Atri (Caserta, 3 ottobre 1853 – Napoli, gennaio 1924) è stato un pianista, docente e compositore italiano, fu in modo preminente un didatta e un continuatore della scuola napoletana del pianoforte, fu inoltre un personaggio di rilievo nel panorama musicale della sua città di adozione.

## Biografia
Terminata l'istruzione primaria nella nativa Caserta si iscrisse al Conservatorio di San Pietro a Majella di Napoli nel quale ebbe due insegnanti che furono determinanti per la sua formazione artistica, Paolo Serrao suo docente di composizione e Beniamino Cesi, il padre della scuola pianistica napoletana, del quale divenne attento discepolo e continuatore.
Era ancora studente quando gli vennero affidati delicati incarichi come l'insegnamento del solfeggio e la direzione delle musiche sacre nella Chiesa della Pietà dei Turchini. Nel 1888, subito dopo averne conseguito il diploma, seguendo la sua ormai affermata vocazione all'insegnamento, ottenne la "cattedra" di pianoforte presso il "Real educandato femminile dei miracoli" nella città d'adozione, iniziando così una lunga e proficua carriera didattica. Nel 1896 fondò un circolo musicale, da lui significativamente intitolato a Muzio Clementi, nella cui sede poi organizzò e diresse la "Filarmonica Napoletana" in una serie di concerti finalizzati anche alla diffusione della produzione musicale a lui contemporanea.
Dal 1907 insegnò pianoforte e canto corale nel "Real Albergo dei Poveri" di Napoli e, nel 1910, fondò e diresse fino alla morte il "Liceo musicale Muzio Clementi", in collaborazione con Florestano Rossomandi, Camillo de Nardis, Massimino Perilli e Alfredo Pinto.
Scrisse una notevole serie di pezzi, generalmente in stile fin de siècle, per pianoforte solo o con voce, componendo romanze, canzoni napoletane, e pezzi di intrattenimento. Una produzione oggi definibile "salottiera", tuttavia sempre caratterizzata da una forma musicale fresca e raffinata che la distingue da altre di quel tempo. Pubblicò anche tre opere didattiche: gli "Studi facili per pianoforte con applicazione di lezioni pratiche", gli "Studi melodici" e gli "Studi moderni in tutti i toni maggiori e minori".
Mori a Napoli nel gennaio 1924.